# 鹿児島県立鹿児島聾学校
鹿児島県立鹿児島聾学校（かごしまけんりつ かごしまろうがっこう）は、鹿児島県鹿児島市下伊敷一丁目にある県立の聾学校（聴覚特別支援学校）。

## 概要
歴史
1903年（明治36年）創立の「私立鹿児島慈恵盲唖学院」を前身とする。1929年（昭和4年）に県立に移管され、1948年（昭和23年）に盲学校と分離の上現校名となった。2013年（平成25年）に創立110周年を迎えた。
設置学部
- 幼稚部
- 小学部
- 中学部
- 高等部（高等学校3年間と同等）
  - 被服科
  - 産業工芸科
  - 理容科
- 高等部専攻科（高等学校3年修了後の2年間）
  - 理容科

校訓
「よく話しことばで考える豊かな子」- 1986年（昭和61年）に制定。
校章
校歌
1982年（昭和57年）に制定。
特色
鹿児島県内唯一の聾学校として聴覚相談センターを併設している。

## 沿革
- 1903年（明治36年）2月2日 - 鹿児島市山之口町に「私立鹿児島慈恵盲唖学院」が創立。
- 1919年（大正8年）7月 - 「私立鹿児島盲唖学校」と改称。
- 1929年（昭和4年）4月1日 - 県立移管により「鹿児島県立盲唖学校」と改称。
- 1936年（昭和11年）6月25日 - 鹿児島市草牟田二丁目53番54号（北緯31度36分21.9秒 東経130度32分31秒）に校舎を移転。
- 1948年（昭和23年）4月1日 - 盲学校と分離の上、「鹿児島県立鹿児島聾学校」（現校名）として独立。小学部・中学部・高等部の3学部を設置。
- 1951年（昭和26年）4月30日 - 理容師養成施設として認可される。
- 1954年（昭和29年）10月17日 - 小学部鉄筋コンクリート造3階建て校舎が完成。
- 1960年（昭和35年）3月28日 - 美容師養成施設として認可される。
- 1963年（昭和38年）4月30日 - 寄宿舎（男子寮）が完成。
- 1965年（昭和40年）9月10日 - 中・高等部の鉄筋コンクリート造4階て校舎が完成。
- 1966年（昭和41年）3月31日 - 本館校舎が完成。
- 1967年（昭和42年）12月 - 寄宿舎（女子寮）が完成。
- 1968年（昭和43年）
  - 2月 - 工芸科実習棟が完成。
  - 3月 - 美容・理容・被服実習室が完成。
  - 4月1日 - 幼稚部を設置。
  - 7月 - 陸橋を設置。
  - 10月 - 横断歩道が完成。
- 1971年（昭和46年）4月 - プールが完成。
- 1976年（昭和51年）4月1日 - 専攻科（理容）を設置。幼稚部教育相談を開始。
- 1977年（昭和52年）9月1日 - 学校給食を開始。
- 1982年（昭和57年）11月 - 創立80周年を記念して校歌を制定。
- 1984年（昭和59年）3月31日 - 産業工芸科棟が完成。
- 1985年（昭和60年）
  - 4月 - 心身障害児適正就学推進研究校に指定される。
  - 9月 - キュードスピーチ法を導入。
- 1986年（昭和61年）9月 - 校訓を制定。
- 2002年（平成14年）4月1日 - 通級指導教室を開設。
- 2003年（平成15年）11月29日 - 創立100周年記念式典を挙行。
- 2009年（平成21年）4月1日 - 三光学園の廃止に伴い、幼稚部に保育士を配置。
- 2012年（平成24年）4月16日 - 聴覚相談センターを設立。
- 2013年（平成25年）4月 - 幼稚部に保育支援員を配置。
- 2015年（平成27年）4月1日 - 鹿児島県立鹿児島盲学校跡地（現在地）に新校舎が完成し、移転を完了。

## 交通
最寄りのバス停
- 鹿児島市営バス 「下伊敷」バス停、「岩崎」バス停

最寄りの幹線道路
- 国道3号
- 鹿児島県道208号坂元伊敷線「下伊敷」交差点

## 周辺
- 鹿児島県立短期大学
- 国立病院機構鹿児島医療センター附属看護学校
- 鹿児島市立玉江小学校